# Amstel Gold Race 2014
L'Amstel Gold Race 2014 fou la 49a edició de l'Amstel Gold Race i es va disputar el 20 d'abril de 2014, sobre un recorregut de 251,4 km, entre Maastricht i Valkenburg. Aquesta era l'onzena prova de l'UCI World Tour 2014 i primera del tríptic de les Ardenes, abans de la Fletxa Valona i la Lieja-Bastogne-Lieja.
El belga Philippe Gilbert (BMC Racing Team) fou el vencedor final, en arribar en solitari a l'arribada a Valkenburg després d'atacar a menys de 3 km per a l'arribada, en el darrer ascens al Cauberg. Aquesta era la tercera victòria de Gilbert en aquesta cursa, després de les aconseguides el 2010 i 2011. Cinc segons rere seu arribà el també belga Jelle Vanendert (Lotto-Belisol), mentre Simon Gerrans (Orica-GreenEDGE), tercer, ho feia a sis segons.
Durant la disputa de la cursa es produïren nombroses caigudes. El català Joaquim Rodríguez (Team Katusha) es va veure involucrat en una d'elles, la qual cosa l'obligà a abandonar per forts dolors a les costelles.

## Equips participants
En aquesta edició de l'Amstel Gold Race hi van prendre part 24 equips, els 18 proTour, automàticament convidats i obligats a participar-hi, i 6 de categoria continental, confirmats entre el 24 de febrer de 2014 i el 10 de març de 2014.
| Núm.    | Codi | Equip                   |
| ------- | ---- | ----------------------- |
| 1-8     | TCS  | Team Tinkoff-Saxo       |
| 11-18   | ALM  | AG2R La Mondiale        |
| 21-28   | AST  | Astana Qazaqstan Team   |
| 31-38   | BEL  | Belkin Pro Cycling Team |
| 41-48   | BMC  | BMC Racing Team         |
| 51-58   | CAN  | Cannondale              |
| 61-68   | FDJ  | FDJ                     |
| 71-78   | GRS  | Garmin-Sharp            |
| 81-88   | LAM  | Lampre-Merida           |
| 91-98   | LTB  | Lotto-Belisol           |
| 101-108 | MOV  | Movistar Team           |
| 111-118 | OPQ  | Omega Pharma-Quick Step |

| Núm.    | Codi | Equip                       |
| ------- | ---- | --------------------------- |
| 121-128 | OGE  | Orica-GreenEDGE             |
| 131-138 | EUC  | Team Europcar               |
| 141-148 | GIA  | Giant-Shimano               |
| 151-158 | KAT  | Team Katusha                |
| 161-168 | SKY  | Team Sky                    |
| 171-178 | TFR  | Trek Factory Racing         |
| 181-188 | AND  | GW Erco Shimano             |
| 191-198 | CCC  | CCC Polsat-Polkowice        |
| 201-208 | IAM  | IAM Cycling                 |
| 211-218 | TSV  | Topsport Vlaanderen-Baloise |
| 221-228 | WGG  | Wanty-Groupe Gobert         |
| 231-238 | BAR  | Bardiani CSF                |

## Favorits
El principal favorit a la victòria final és Philippe Gilbert, doble vencedor de la cursa, que guanyà la Fletxa Brabançona quatre dies abans. També destaquen l'espanyol Alejandro Valverde, segon en l'edició precedent i Michał Kwiatkowski, amb un gran estat de forma. Joaquim Rodríguez, Simon Gerrans, Vincenzo Nibali, Daniel Martin, Wout Poels, Tom-Jelte Slagter, Bauke Mollema o fins i tot Rui Costa o Damiano Cunego són corredors a tenir presents.

## Recorregut
Després de la sortida a Maastricht i l'ascens a les primeres cotes de la cursa, el recorregut es dirigeix a la primera de les quatre ascensions al Cauberg, una més que en les darreres edicions. Quinze cotes s'hauran de pujar abans de tornar a ascendir el Cauberg, que enllaça amb el Geulhemmerberg i el Bemelerberg.
Un cop superat aquest trio de cotes quedaran uns 70 km i deu cotes, entre les quals la difícil ascensió al Keutenberg, situat a 31 km de meta, just abans de tornar a encadenar el Cauberg-Geulhemmerberg Bemelerberg. A diferència de les edicions realitzades entre el 2003 i el 2012 l'arribada no se situa al capdamunt del Cauber, sinó 1,8 km després, per tal d'ampliar el ventall de vencedors. Els darrers quilòmetres són idèntics als del Campionats del món de 2012, guanyat per Philippe Gilbert.

## Classificació final
|    | Ciclista                 | Equip                   | Temps      | World Tour Punts |
| -- | ------------------------ | ----------------------- | ---------- | ---------------- |
| 1  | Philippe Gilbert (BEL)   | BMC Racing Team         | 6h 25' 57" | 80               |
| 2  | Jelle Vanendert (BEL)    | Lotto-Belisol           | + 5"       | 60               |
| 3  | Simon Gerrans (AUS)      | Orica-GreenEDGE         | + 6"       | 50               |
| 4  | Alejandro Valverde (ESP) | Movistar Team           | + 6"       | 40               |
| 5  | Michał Kwiatkowski (POL) | Omega Pharma-Quick Step | + 6"       | 30               |
| 6  | Simon Geschke (GER)      | Giant-Shimano           | + 10"      | 22               |
| 7  | Bauke Mollema (NED)      | Belkin Pro Cycling Team | + 10"      | 14               |
| 8  | Enrico Gasparotto (ITA)  | Astana Qazaqstan Team   | + 10"      | 10               |
| 9  | Daniel Moreno (ESP)      | Team Katusha            | + 10"      | 6                |
| 10 | Yukiya Arashiro (JPN)    | Team Europcar           | + 12"      | 2                |